# Limerstone
Limerstone – osada w Anglii, na wyspie Wight. Leży 9 km na południowy zachód od miasta Newport i 130 km na południowy zachód od Londynu.